# 大阪府道31号堺羽曳野線
大阪府道31号堺羽曳野線（おおさかふどう31ごうさかいはびきのせん）は、大阪府堺市堺区から羽曳野市に至る主要地方道（大阪府道）である。通称 竹内街道。

## 概要

### 路線データ
- 起点：大阪府堺市堺区大浜北町（国道26号・大阪府道34号堺狭山線交点）
- 終点：大阪府羽曳野市白鳥（国道166号・国道170号旧道交点）

## 歴史
- 1954年（昭和29年）
  - 1月20日 - 建設省（現・国土交通省）が主要地方道堺古市線を指定[1]。
    - 堺市大浜町で一級国道26号から分岐し、南河内郡北八下村、丹南村、埴生村（はにうむら）を経て南河内郡古市町で主要地方道枚方富田林泉佐野線と交差する路線。

  - 6月10日 - 大阪府が主要地方道堺古市線を路線認定。
- 1965年（昭和40年） - 大阪府が堺古市線から堺羽曳野線へ改称。
- 1968年（昭和43年）3月 - 堺羽曳野線バイパスが開通。美原ロータリー以西は重複する大阪中央環状線の一部として6車線化された。
- 1969年（昭和44年） - 主要地方道堺河内長野線との重複区間が一般国道310号へ昇格。
- 1993年（平成5年）5月11日 - 建設省から、主要府道堺羽曳野線が堺羽曳野線として主要地方道に再指定される[2]。
- 1994年（平成6年）4月1日 - 大阪中央環状線との重複区間の標識案内を府道31号から府道2号へ修正。

## 路線状況

### 重複区間
- 国道26号（堺市堺区大浜北町交差点 - 堺市堺区安井町交差点間）
- 国道310号（堺市堺区安井町交差点 - 堺市堺区北丸保園交差点間）
- 大阪府道2号大阪中央環状線（堺市堺区大浜北町・大浜北町交差点 - 堺市北区金岡町・大泉緑地交差点）
- 国道309号（松原市岡・丹南北交点 - 松原市岡・丹南交差点）
- 大阪府道2号大阪中央環状線（松原市岡・丹南交点 - 堺市美原区丹上・美原ロータリー）
- 大阪府道190号西藤井寺線（羽曳野市野・伊賀交差点 - 羽曳野市野々上・野中寺交差点）
- 国道170号旧道・大阪府道20号枚方富田林泉佐野線（藤井寺市野中・野中東交差点 - 羽曳野市白鳥・白鳥交差点）

## 地理

### 通過する自治体
- 堺市（堺区 - 北区）
- 松原市
- 堺市（美原区）
- 羽曳野市
- 藤井寺市
- 羽曳野市

### 交差する道路
堺市
- 国道26号・大阪府道34号堺狭山線・大阪府道195号堺港線・大阪府道204号堺阪南線（堺市堺区大浜北町。起点）
- 大阪府道197号（堺市堺区宿院町）
- 阪神高速15号堺線・国道26号（堺市堺区安井町交差点）
- 大阪府道30号大阪和泉泉南線（堺市堺区一条通交差点）
- 国道310号（堺市堺区）
- 大阪府道2号大阪中央環状線・大阪府道35号堺富田林線（堺市堺区向陵東町）
- 大阪府道28号大阪高石線（堺市北区黒土町・黒土交点）
- 大阪府道2号大阪中央環状線（堺市北区新金岡町・北堺警察署西交差点）
- 大阪府道28号大阪高石線（堺市北区新金岡町・北堺警察署前交差点）
- 大阪府道192号我堂金岡線（堺市北区金岡町・新金岡団地東交差点）
- 大阪府道2号大阪中央環状線（堺市北区金岡町・大泉緑地交差点）
- 大阪府道26号大阪狭山線（堺市北区八下北）

松原市
- 国道309号（松原市岡・丹南北交点）
- 国道309号（松原市岡・丹南交差点）
- 大阪府道2号大阪中央環状線（松原市岡・丹南交点）

堺市
- 大阪府道2号大阪中央環状線（堺市美原区丹上・美原ロータリー）

羽曳野市
- 大阪府道188号郡戸大堀線・大阪府道190号西藤井寺線（羽曳野市野・野交差点）
- 大阪府道191号島泉伊賀線・大阪府道190号西藤井寺線（羽曳野市野・伊賀交差点）
- 大阪府道190号西藤井寺線（羽曳野市野々上・野中寺交差点）

藤井寺市
- 国道170号（大阪府道186号大阪羽曳野線 重複）（藤井寺市野中・野中交差点）
- 国道170号（藤井寺市野中・野中東交差点）

羽曳野市
- 国道166号・国道170号（大阪府道20号枚方富田林泉佐野線重複）（羽曳野市白鳥・白鳥交差点、終点）

### 沿線にある施設など
- 国立病院機構近畿中央呼吸器センター
- 金岡公園
- 大阪ろうさい病院
- 北堺警察署
- 大阪府営大泉緑地
- 羽曳野市立はびきの埴生学園
- 野中寺
- 世界文化遺産古市古墳群
  - はざみ山古墳
- 野中宮山古墳